# Aeroportul Erandique
Aeroportul Erandique (IATA: EDQ, ICAO: MHGU) este un aeroport din Departamentul Lempira, Honduras ce deservește zona Erandique⁠(d). A fost numit după zona deservită.
Situat la o altitudine de 1.280 m, aeroportul dispune de o singură pistă.